# Artes marciales de Okinawa

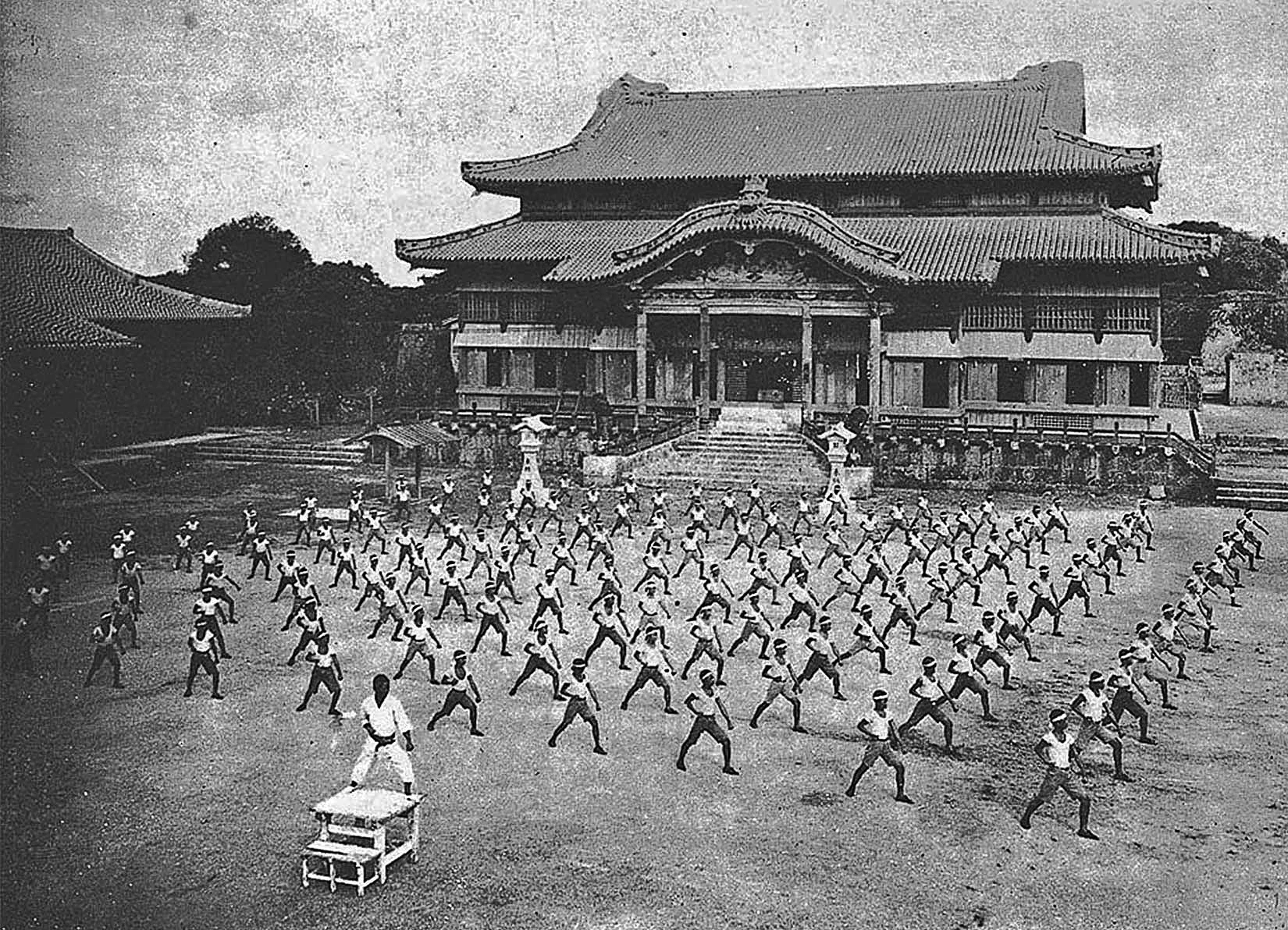
Entrenamiento de karate con el sensei Shinpan Gusukuma en el Castillo Shuri, año 1938. Prefectura de Okinawa, Japón.

Las artes marciales de Okinawa (también conocidas como "Artes marciales okinawenses") se refieren a las artes marciales que se originaron entre los pueblos nativos de la isla de Okinawa, por ejemplo: el karate, el tegumi y el kobudō de Okinawa. Debido a su ubicación geográfica, Okinawa fue influenciada por varias culturas a través de diversos intercambios comerciales y culturales con una variedad de países tales como Japón, China y la región del sudeste asiático, que influyeron en gran medida en el desarrollo de las artes marciales en Okinawa.

## Historia
En 1429, los tres reinos en las actuales islas de Okinawa (Hokuzan (北山?  Montaña Septentrional), Chūzan (中山?  Montaña Central) y Nanzan (南山?  Montaña Meridional)), se unificaron para formar el Reino de Ryūkyū. Cuando el rey Shō Shin llegó al poder en 1477, prohibió la práctica de las artes marciales. Sin embargo, el  Tō-te y Ryukyu kobudō continuaron siendo enseñados en secreto. La prohibición continuó en 1609 después de que Okinawa fuera invadida por el Dominio de Satsuma. Las prohibiciones contribuyeron al desarrollo del kobudō, que utiliza implementos domésticos y agrícolas comunes como armamento.
Los habitantes de Okinawa combinaron las artes marciales chinas con las variantes locales existentes para formar Tōde (唐手 Tuudii?, mano tang o mano china), normalmente llamado Okinawa-te (沖縄手 Uchinaa-dii?). Dicho nombre posteriormente evolucionaría a Mano vacía.
Para el siglo XVIII, diferentes tipos de Te se habían desarrollado en tres aldeas diferentes: Shuri, Naha y Tomari. Los estilos se llamaron Shuri-te, Naha-te y Tomari-te, respectivamente.
Shuri-te, Naha-te y Tomari-te pertenecen a una familia de artes marciales que se definieron colectivamente como Tode-jutsu o To-de. Karate (Okinawa-te o Karate-jutsu) fue enseñado sistemáticamente en Japón después de la era Taisho (después de 1926).

## Shuri-te
Shuri-te (首里手?  Suidii) es un término previo a la Segunda Guerra Mundial para un arte marcial nativo de Shuri, la antigua ciudad capital y alrededores del Reino de Ryūkyū.

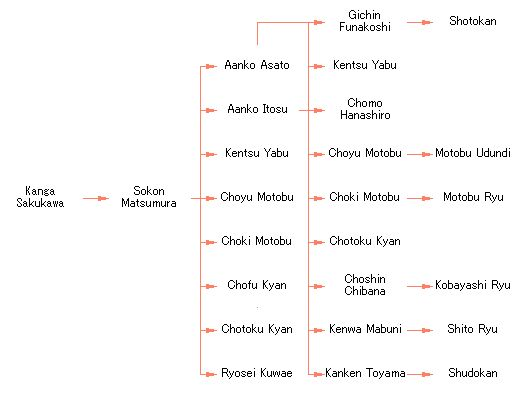
Genealogía del Shuri-te

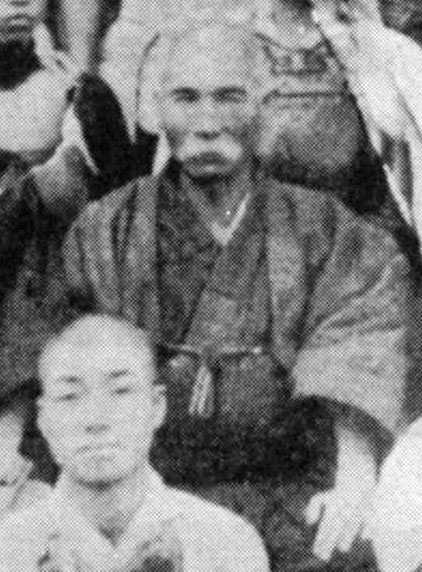
Yasutsune Itosu, usualmente conocido como "Padre del karate moderno."

- Maestros Okinawenses relevantes del Shuri-te:

- Sakugawa Kanga
- Sokon Matsumura
- Yasutsune Itosu
- Ankō Asato
- Chōyū Motobu
- Motobu Chōki
- Yabu Kentsū
- Chōmo Hanashiro
- Funakoshi Gichin
- Kyan Chōtoku
- Chibana Chōshin
- Mabuni Kenwa
- Tōyama Kanken
- Tatsuo Shimabuku

- Katas relevantes:

- Naihanchi
- Pinan
- Kūsankū
- Passai
- Jion
- Jitte
- Rohai
- Chinto
- Gojushiho

Los estilos sucesores de Shuri-te incluyen al Shotokan, Shitō-ryū, Shōrin-ryū, Shudokan, Shōrinji-ryū, Gensei-ryu and Motobu-ryū.

## Tomari-te
Tomari-te (泊手?  Okinawan: Tumai-dii) se refiere a un arte marcial nativo de la villa Tomari, Okinawa, del Reino de Ryūkyū.

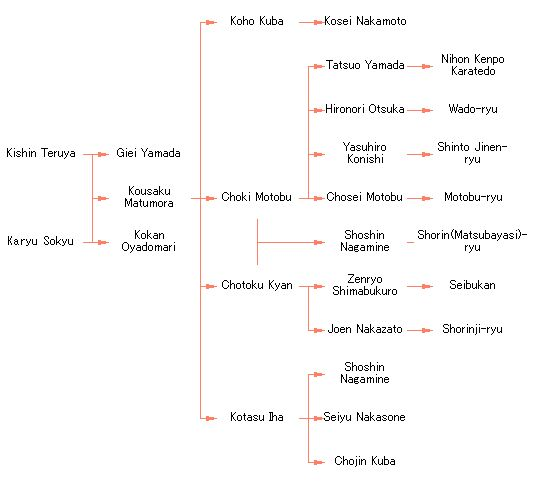
Genealogía del Tomari-te

- Maestros Okinawenses relevantes del Tomari-te:

- Matsumora Kōsaku
- Oyadomari Kokan
- Motobu Chōki
- Kyan Chōtoku
- Nakasone Seiyu

- Katas relevantes:

- Naihanchi (Koshiki)
- Eunibu
- Rōhai
- Wanduan
- Passai (Tomari)
- Chinsu
- Chinpu
- Wankan
- Wanshū
- Seisan
- Jumu
- Nichin
- Juma
- Ananku

Los estilos sucesores del Tomari-Te incluyen el Wado-ryu, Motobu-ryū, Matsubayashi-ryu y el Shōrinji-ryū.

## Naha-te
Naha-te (那覇手?  Okinawan: Naafa-dii) es un término previo a la Segunda Guerra Mundial para un tipo de arte marcial nativo a la ciudad de Naha, la antigua ciudad comercial del Reino de Ryukyu y actualmente la ciudad capital de Okinawa.

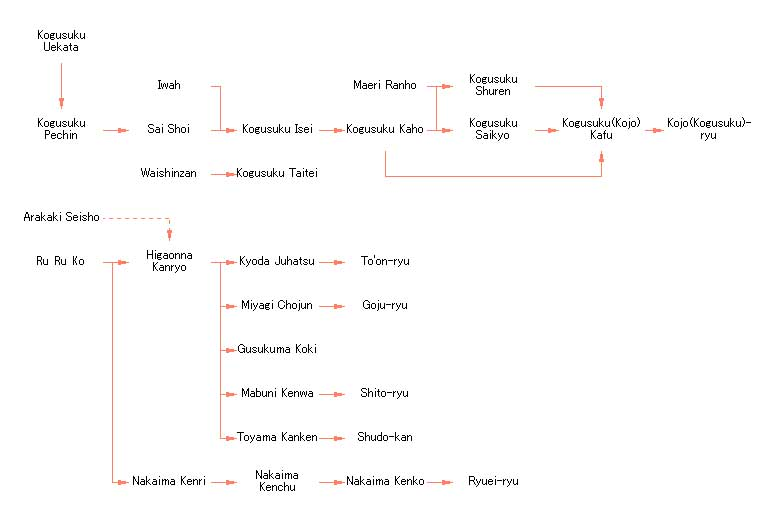
Genealogía del Naha-te

- Maestros Okinawenses relevantes del Naha-te:

- Arakaki Seishō
- Higaonna Kanryō
- Miyagi Chōjun
- Kyoda Jūhatsu
- Mabuni Kenwa
- Uechi Kanbun

- Katas relevantes:

- Sanchin
- Saifā
- Seiunchin
- Shisochin
- Seipai
- Seisan
- Sanseru
- Tensho
- Kururunfa
- Suparinpei

Los estilos sucesores del Tomari-Te incluyen el Gōjū-ryū, Uechi-ryū, Ryūei-ryū, Shito-ryu  and Tōon-ryū.